# La question (álbum)
| Críticas profissionais | Críticas profissionais |
| Avaliações da crítica  | Avaliações da crítica  |
| Fonte                  | Avaliação              |
| ---------------------- | ---------------------- |
| AllMusic               | [ 1 ]                  |

La question é o décimo sexto álbum da cantora francesa Françoise Hardy. Assim como outros, o álbum foi lançado sem título, apenas com seu nome na capa. O álbum é coloquialmente conhecido pelo título de sua música de maior sucesso comercial, "La question."

## Lista de músicas
Na época do lançamento deste álbum, Françoise Hardy começou um trabalho colaborativo com a guitarrista brasileira Tuca. As músicas do álbum foram arranjadas por Tuca e Raymond Donnez.
1. "Viens" – 2:15
Lyrics: Tuca e Pascal Bilat
2. "La question" – 3:02
Lyrics: Tuca e Françoise Hardy
3. "Même sous la pluie" – 2:05
Lyrics: Tuca e B. du Pac
4. "Chanson d'o" – 3:17
Lyrics: Tuca e Frank Gerald
5. "Le martien" – 2:48
Lyrics: Tuca e Frank Gerald
6. "Mer" – 2:07
Lyrics: Tuca e Hardy
7. "Oui, je dis adieu" – 3:56
Lyrics: Tuca e Hardy
8. "Doigts" – 1:45
Lyrics: Hardy
9. "La maison" – 2:46
Lyrics: Tuca e G.G.
10. "Si mi caballero" – 3:05
Lyrics: Tuca e Gerald
11. "Bâti mon nid" – 2:55
Lyrics: Tuca e Gerald
12. "Rêve" – 3:02
Lyrics: Taiguara e Hardy

## Recepção da crítica
La question é um dos álbuns mais aclamados de Francoise Hardy, e também um de seus mais conhecidos. Richie Unterberger, escrevendo para o AllMusic, deu ao álbum a nota quatro e meio de um total de cinco estrelas, especulando que este pode ser seu melhor álbum pós 1960: As far as fireside romantic music goes, it beats the hell out of José Feliciano.